# Tuduka Oszkár
Tuduka Oszkár (Székelyhíd, 1928. március 9. – Gyula, 2015. május 16.) erdélyi magyar neves zenekritikus, tanár, közíró, író, a nagyváradi kulturális közösség aktív tagja. Széles körű tevékenysége a zenei, irodalmi, pedagógiai és kulturális élet számos területét átfogta.

## Életútja, munkássága
Tanulmányait Nagyszalontán kezdte, majd a nagyváradi Szent László Gimnáziumban folytatta, ahol 1946-ban érettségizett. Gyermekként már hamar megszerette az irodalmat, és már hatévesen zongorázni tanult. 1948-ban beiratkozott a kolozsvári Gheorghe Dima Zeneművészeti Főiskola zenepedagógia szakára, amelyet három elvégzett év után egészségi okokból abbahagyott. Majd a Bolyai Tudományegyetem Filológiai Karának magyar nyelv és irodalom szakán, 1955-ben szerzett oklevelet. 
1956-tól 1988-ban történt nyugdíjazásáig Nagyváradon, az Ady Endre Elméleti Líceumban tanított magyar irodalmat és latin nyelvet. 1991 és 1999 között az újrainduló római katolikus Szent László Gimnázium óraadó tanára volt. Majd 1998-tól néhány évet előadótanár volt a Partiumi Keresztyén Egyetemen, ahol irodalmat és esztétikát adott elő.
Tanári pályáján lelkes támogatója volt az ifjúsági kultúrmozgalomnak, a diákszínjátszásnak. Diákszínjátszó csoportokat vezetett, és számos irodalmi és kulturális eseményt szervezett. A diákszínjátszás terén például fontos szerepet játszott a Csongor és Tünde színpadra állításában 1959-ben, amely emlékezetes produkcióként vonult be a helyi kultúrtörténetbe. Alkalmi emlékünnepeket szervezett, irodalmi köröket elkötelezetten irányított. Két tanártársával, Demkó Lászlóval és Moldován Margittal elindította és irányította a Diákszó kiadványt, amely az 1970-es évek egyik fontos diáklapja volt, mely az ifjúság szellemi fejlődéséhez jelentősen hozzájárult. 1990 után kisebb tanulmányokat, irodalmi és művelődéstörténeti adalékokat közölt az Erdélyi Naplóban, Kelet–Nyugatban, Harangszóban, Keresztény Szóban.
Tanári munkája mellett, 60 évig rendszeres zenekritikusa volt a város zenei életének. 1955 óta írta Hangversenyhíradó címmel az aktuális koncertek kritikáját. Zenekritikai cikkei a helyi napilapban, a Fáklyában, majd később a Bihari Naplóban, alkalmi írásai az Utunkban és az Előrében jelentek meg. A Biharország Zene rovatában is olvashatták a megyeszékhely zenei életének tehetséges művészeit bemutató, mindig igényes és alaposan dokumentált írásait. 
Tuduka Oszkár hét nyelven beszélt folyékonyan, kivételes műveltségével, közvetlenségével és optimizmusával közösségi példaképpé vált. Kiváló művészeti és építészeti tudásának köszönhetően számtalanszor vállalt el idegenvezetői munkákat Nagyváradon. Könyveket is írt, amelyek hozzájárultak a város és a régió kulturkincsének megőrzésén túl a fiatal generációk oktatásához és ismeretbővítésének támogatásához is. 

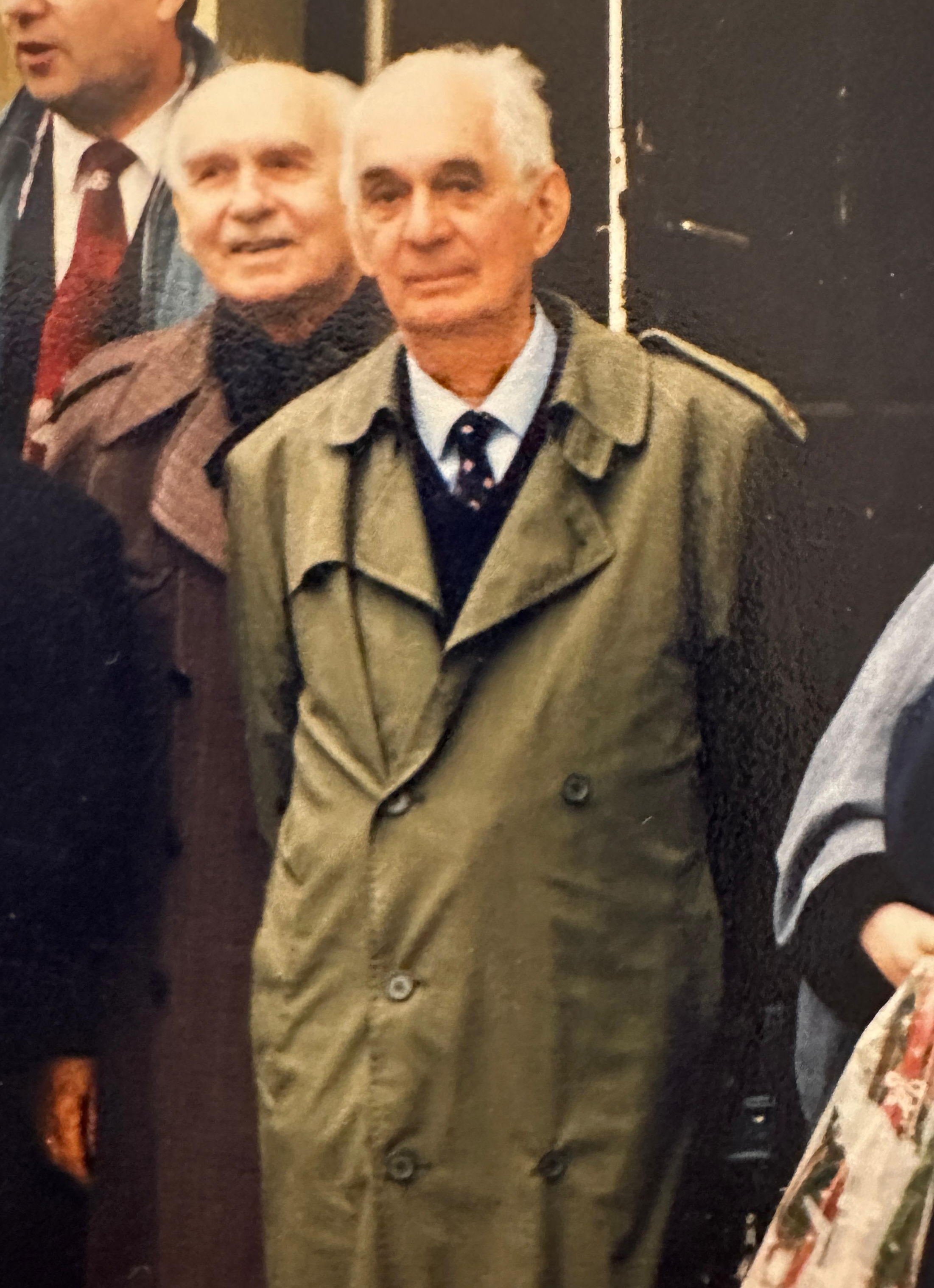

Munkássága elismeréseként megkapta a Magyar Kultúráért Díjat. 2008 májusában az a megtiszteltetés érte, hogy Nagyvárad díszpolgárává választották. Ezt a címet a városi tanács ítélte oda a tiszteletére, kiemelve kulturális és pedagógiai hozzájárulását a város életéhez. Tuduka Oszkár többek között azért is kapta ezt az elismerést, mert kritikusként és tanárként generációkat inspirált, valamint támogatta a magyar zenei és irodalmi örökség ápolását és népszerűsítését Nagyváradon és azon túl is. A város és a régió kulturális életének egyik meghatározó és kiemelkedő alakjává vált, aki rendkívül széleskörű tudásából és műveltségéből évtizedeken át, számtalan generáció számára önzetlenül adományozott, a művészet és szépség szeretetére és tiszteletére tanított.

## Munkái
- Szent László király alakja a zenében (in: Szent László emlékezete. Nagyvárad, 1992)
- Régi nagyváradi utcák és terek (in: Boldog Várad. Budapest, 1992)
- 225 év az Orsolya zárdától az Ady Endre Líceumig. In: Az Ady Endre Líceum Emlékkönyve (társszerkesztő Starkné Szilágyi Erzsébettel és László Máriával, Nagyvárad, 1997)
- Nagyvárad és egyházai az 1848–49-es forradalom és szabadságharc idején (in: Református Kalendárium. Nagyvárad, 2000)
- Iványi Ödön írói és újságírói munkássága (Nagyvárad, 2012)

Kéziratban maradt munkája: Ruzitska György zeneszerző és zenepedagógus pályája